# Criminal (песня Фионы Эппл)
«Criminal» (с англ. — «Преступница») — песня, написанная американской певицы Фионой Эппл, выпущенная в качестве третьего сингла с её дебютного альбома Tidal. Композиция является самой известной у автора-исполнителя и наиболее успешной в репертуаре. Главная тема и проблематика — сексуальная девиация в подростковом возрасте — была положительно принята музыкальным сообществом и принесла Фионе «Грэмми» за лучшее женское рок-исполнение на 40-й церемонии «Грэмми». Музыкальное видео авторства Марк Романека укрепило популярность певицы и получило премию MTV Video Music Awards за лучшую работу оператора. Музыкальный канал «VH1», подводя итоги 1990-х, поместил Criminal на 55 позицию, а журнал Blender включил в список «500 песен, которые Вы должны послушать с рождения».

## Список композиций
1. «Criminal» — 5:41
2. «Sleep to Dream» (live) — 4:36

## Позиции в чартах
| Chart (1997)                      | Peak position |
| --------------------------------- | ------------- |
| Australian ARIA Singles Chart     | 51            |
| U.S. Billboard Hot 100            | 21            |
| U.S. Billboard Adult Top 40       | 17            |
| U.S. Billboard Modern Rock Tracks | 4             |
| U.S. Billboard Top 40 Mainstream  | 18            |